# Skull (Meditation Room)
Pour les articles homonymes, voir Skull.
Skull (Meditation room) est une sculpture monumentale en forme de crâne-habitacle réalisée par Niki de Saint Phalle en 1990, 230 × 310 × 210 cm, composée de mousse de polyuréthane, d'armature d'acier, de mosaïques de verre et de miroirs, céramiques, et recouverte partiellement de feuille d'or. Elle a été donnée au Sprengel Museum Hannover par l'artiste en 2000. Elle a été exposée au Grand Palais de Paris en 2014, puis au musée Guggenheim de Bilbao en 2015.

## Contexte
C'est une période pendant laquelle Niki se consacre beaucoup à  la lutte contre le Sida. Deux de ses amis en sont morts : en 1987, le galeriste Alexandre Iolas, en 1989, son ami et assistant Ricardo Menon pour lequel elle a construit un monument funéraire en forme de chat au cimetière du Montparnasse.  En 1987, elle a écrit un livre Aids, you can't catch it holding hands, dont la couverture présente un gros cœur rouge dans lequel un homme et une femme sont face à face. Traduit en français et édité pour les enfants, l'ouvrage a été distribué dans les écoles sous le titre Le Sida, c'est facile à éviter.
En 1990, elle demande à son fils Philip Mathews de réaliser un film d'animation à partir de son livre. Le film de Philip est présenté au public en novembre 1990 au Musée des arts décoratifs de Paris.

## La sculpture
Dans ce contexte, Niki est sensible à la mort et à ses représentations. Très inspirée par les arts amérindiens comme le montre, quelque douze ans plus tard, le parc de sculptures Queen Califia's Magical Circle avec ses totems, le Skull (Meditation room) est sans doute une référence aux fêtes du jour des morts mexicains avec crânes et squelettes.
Quelques années plus tard, l'artiste réalise un crâne encore plus gigantesque mais d'inspiration identique à celle de La Cabeza, exceptionnellement exposée sur le parvis du Cent Quatre à Paris de septembre 2014 à juin 2015, dans laquelle Sarah Wilson voit une forme de Vanitas.